# NGC 6518
NGC 6518 (другие обозначения — MCG 5-42-24, ZWG 171.41, NPM1G +28.0429, PGC 61238) — галактика в созвездии Геркулес.
Этот объект входит в число перечисленных в оригинальной редакции «Нового общего каталога».